# Львович Яків Євсейович
Я́ків Євсе́йович Льво́вич (рос. Яков Евсеевич Львович; * 10 липня 1946, Кам'янець-Подільський) — російський учений. Доктор технічних наук (1983). Професор (1985). Заслужений діяч науки Російської Федерації (1997).

## Біографія
Яків Євсейович Львович народився 10 липня 1946 року в Кам'янці-Подільському в учительській сім'ї. Закінчивши сім класів школи, вступив до Кам'янець-Подільського індустріального технікуму (нині Кам'янець-Подільський індустріальний коледж). 1963 року вступив до Воронезького політехнічного інституту. Закінчив його з відзнакою. 1968 року його призвали офіцером на військово-морський флот.
1970 року повернувся у Воронеж. Працював заступником секретаря ВЛКСМ Воронезького політехнічного інституту, комісаром Кокчетавського обласного студентського будівельного загону. Вступив до аспірантури.
1974 року захистив кандидатську дисертацію. Працював старшим викладачем, далі доцентом Воронезького політехнічного інституту. Був науковим керівником лабораторії програмованого навчання.
1983 року захистив докторську дисертацію. 1984 обрано завідувачем кафедри САПР. 1985 року надано звання професора.
1990 року призначено головним конструктором з інформатизації Воронезької області. 1991 року призначено проректором з нових інформаційних технологій Воронезького державного технічного університету. 1992 року обрано ректором Міжнародного університету високих технологій (нині — Воронезький інститут високих технологій).
2001 року призначено керівником головного управління освіти Воронезької області.